# Antibläschen

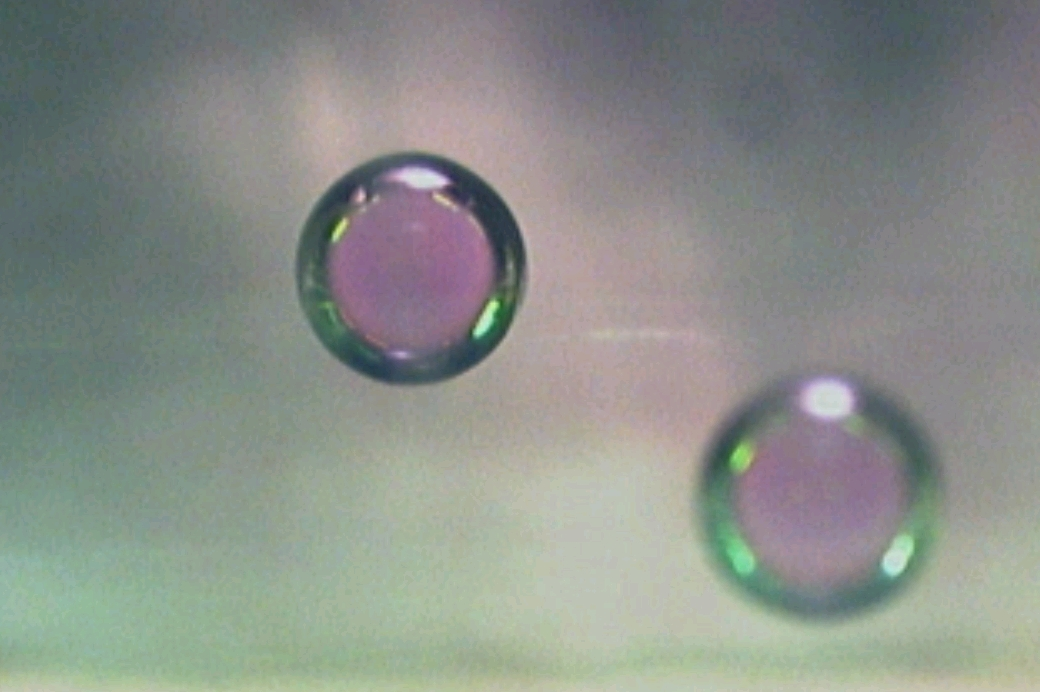
Antibläschen

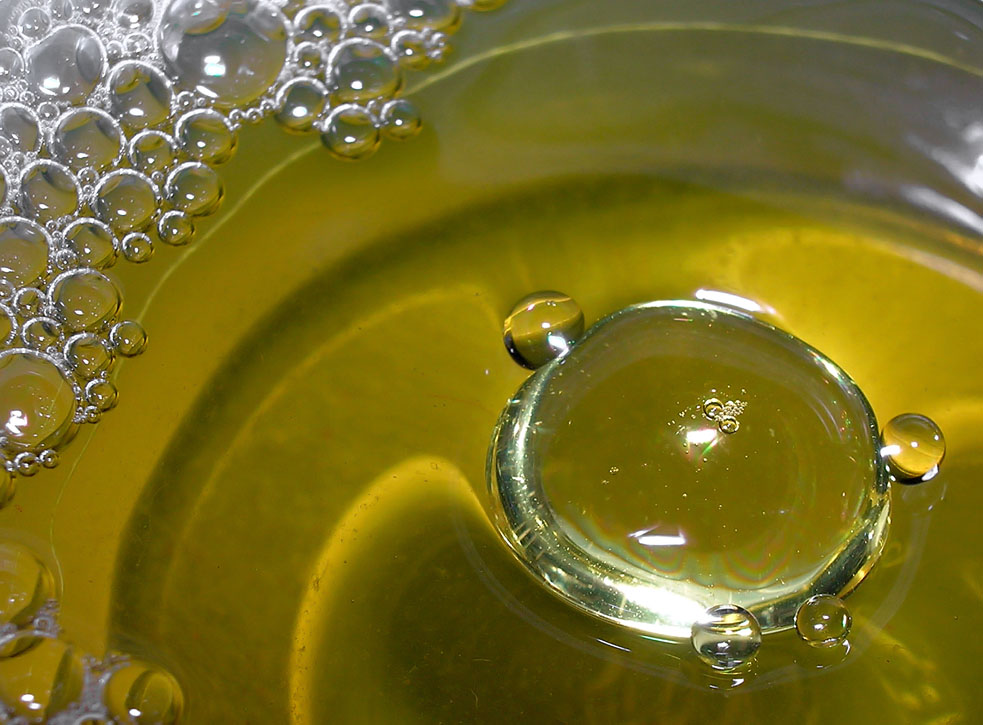
Einzelnes Antibläschen

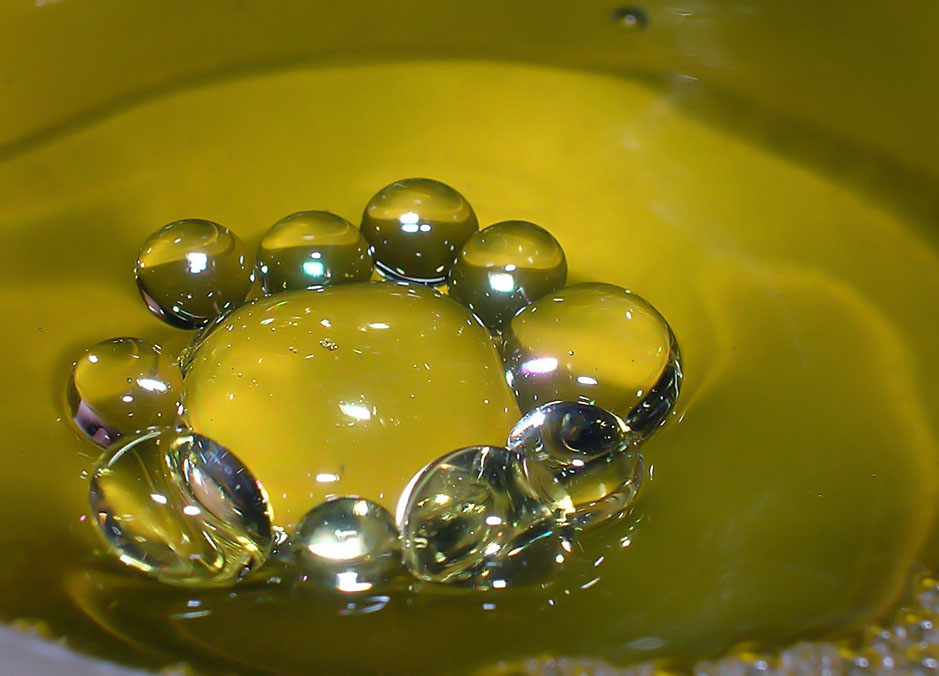
Antibläschen im Ring

Ein Antibläschen (englisch: Antibubbles) ist ein kugelförmiger Gasfilm, welcher sowohl Flüssigkeit enthält als auch von Flüssigkeit umgeben ist (im Gegensatz zu einem Bläschen, welches nur Gas enthält und von Flüssigkeit umgeben ist).
Im Gegensatz etwa zu einer Form der Emulsion liegt ein Gasfilm zwischen der umgebenden Flüssigkeit und der im Inneren des Antibläschens (die außerdem beide identisch sein können).
Erstmals beschrieben wurden Antibläschen 1932 als ein Phänomen, das beim Eintauchen eines Stücks Seife in Wasser beobachtet wurde.
Die belgischen Wissenschaftler Stéphane Dorbolo, Hervé Caps und Nicolas Vandewalle von der Universität Lüttich erzeugten die Bläschen sowohl in Bier als auch in Spülwasser und haben sie 2003 wissenschaftlich beschrieben.
2005 präsentierten die Wissenschaftler Michiel Postema (Ruhr-Universität Bochum), Nico de Jong (Erasmus MC, Rotterdam), Georg Schmitz (Ruhr-Universität Bochum) und Annemieke van Wamel (Erasmus MC, Rotterdam) Hochgeschwindigkeitsaufnahmen von Antiblasenformierung mit Hilfe von Ultraschall.